# Mein Leben ohne mich
Mein Leben ohne mich (Originaltitel My Life without me) ist ein spanisch-kanadischer Spielfilm über den Umgang des Menschen mit dem Tod. Regie führte Isabel Coixet. Der spanische Titel lautet Mi vida sin mí.

## Handlung
Die 23-jährige Ann lebt mit ihrem Mann und zwei kleinen Töchtern in einem Wohnwagen im Garten ihrer Mutter. Das erste Kind bekam sie mit 17, sie brach die Schule ab und arbeitet als Nacht-Putzfrau an der Uni. Ihr Leben ändert sich schlagartig, als sie erfährt, dass sie an Eierstockkrebs erkrankt ist und nur noch 2 bis 3 Monate zu leben hat. Sie verweigert eine Behandlung und entschließt sich, niemandem zu erzählen, dass sie sterben muss, nicht einmal ihrer Familie; scheinbar führt sie ihr Leben weiter wie bisher. Sie setzt sich in ein Café und schreibt eine Liste von Dingen, die sie gern tun möchte, bevor sie stirbt. Neben scheinbar banalen Alltäglichkeiten wie der Veränderung ihrer Frisur möchte sie zum ersten Mal Sex mit einem anderen Mann haben, da ihr Ehemann Don ihr erster und einziger Partner ist. Und sie wünscht sich, dass sich jemand in sie verliebt. Gleichermaßen regelt sie die Zeit nach ihrem Tod: Sie sucht eine neue Frau für ihren Mann und bespricht Kassetten für die Geburtstage ihrer beiden Töchter bis zu deren 18. Lebensjahr.

## Kritiken
Positiv äußern sich: 

„Trotz des herausfordernden Themas kein Melodram, sondern das Porträt einer Frau, die in einer ausweglosen Situation nicht den Lebensmut verliert und die antizipierte Trauer ihrer Umgebung über die eigene Verzweiflung stellt. Ein ernster, emotionaler Film, der letztlich Fragen nach den Grundlagen des Lebens stellt.“

„Gehört zu den seltenen Filmen, die einen tief bewegen, ohne dass auf der Leinwand irgend etwas Gewaltiges geschähe.“

„Der Balanceakt gelingt, Tod und Krankheit einzufangen, ohne auf die Tränen des Zuschauers zu spekulieren. Tragisch, tröstlich und keine Spur pathetisch.“

„Die zärtliche Geschichte eines leisen Adieus, das Mut macht – ein Plädoyer für das Leben.“

Anders dagegen:

“The film, from director Isabel Coixet, is an unsubtle, superficial look at the impending death of a singularly unappealing lead character whose primary personality trait is self-absorption. The movie lacks any of the depth and complexity of “The Barbarian Invasions” (due for release in November), a motion picture that addresses many of the same issues. Coixet's film is rambling, slow, and frustratingly simplistic in its view of how a personal approaches a death sentence.”

„Der Film ist ein unsensibler, oberflächlicher Blick auf den kurz bevorstehenden Tod einer außergewöhnlich unsympathischen Hauptfigur, deren auffälligster Charakterzug Versenkung in sich selbst ist. Dem Film fehlen jegliche Tiefe und Komplexität, wie sie etwa im Streifen The Barbarian Invasions zu finden sind, der ähnliche Themen behandelt. Coixets Film ist weitschweifig, langsam und frustrierend simplifizierend im Hinblick darauf, wie ein Individuum sich mit dem nahenden Tod  auseinandersetzt.“

## Auszeichnungen (Auswahl)
- Preis der Gilde Deutscher Filmkunsttheater auf der Berlinale 2003
- Nominiert für den Goya 2004
- 2004 gewann Sarah Polley einen Genie Award als beste Hauptdarstellerin.